# Oudendijk (Strijen)
Oudendijk is een buurtschap in de gemeente Hoeksche Waard in Nederlandse provincie Zuid-Holland. Het ligt drie kilometer ten zuidoosten van Westmaas.